# Amanda Brogaard
Amanda Engelhardt Brogaard (født d. 10. april 1993 i Holbæk) er en dansk tidligere håndboldspiller, der spillede for HH Elite indtil 2020. Hun har tidligere optrådt for Roskilde Håndbold, Ringkøbing Håndbold, Silkeborg-Voel KFUM og Aarhus United. I 2019 var hun ude med en langtidsskade.
Hun har flere U-landsholdskampe på CV'et. I 2010 var hun med til at vinde guld ved Ungdoms-OL i Singapore.